# He Leads, Others Follow
He Leads, Others Follow è un cortometraggio muto del 1919 diretto da Vincent Bryan e Hal Roach. Il film, di genere comico, fu interpretato da Harold Lloyd, Snub Pollard, Bebe Daniels, Sammy Brooks.